# سفارة روسيا البيضاء في مصر
سفارة روسيا البيضاء لدى مصر هي الممثلية الدبلوماسية العليا لدولة روسيا البيضاء لدى جمهورية مصر العربية. 26 ش جابر بن حيان متفرع من ش الدقى الجيزة، 

## السفارة
26 ش جابر بن حيان متفرع من ش الدقى الجيزة ·

## اقرأ أيضا
- قائمة البعثات الديبلوماسية في مصر
- وزارة الخارجية المصرية
- قائمة رحلات عبد الفتاح السيسي الخارجية في الفترة الرئاسية الأولى
- قائمة رحلات عبد الفتاح السيسي الخارجية في الفترة الرئاسية الثانية
- قائمة رحلات عدلي منصور الرئاسية الخارجية